# Металург (Донецьк)
«Металу́рг» (Донецьк) — колишній український футбольний клуб з міста Донецьк, заснований 1996 та розформований 2015 року.
Базувавшись у Донецьку, де традиційно домінував «Шахтар», «Металург» мав невелику вболівальницьку, але потужну фінансову підтримку, знаходячись у власності корпорації «Індустріальний союз Донбасу».
У сезонах 2001-02, 2002-03 та 2004-05 «Металург» посідав третє місце у Вищій лізі, а також тричі доходив до півфіналу і двічі до фіналу кубка України.

## Історія

### Перші роки (1996—1998)
У січні 1996 року обласна федерація футболу передала на баланс Донецького металургійного заводу футбольну команду другої ліги — «Шахтар» (Шахтарськ). У керівництва «Шахтаря» не було коштів для подальшого існування, а керівники Донецького металургійного заводу прагнули мати власну професіональну команду, якій дали назву «Металург».
Дебютний напівсезон донецький «Металург» завершив на другому місці у другій лізі, поступившись лише маріупольському «Металургу», який теж пережив об'єднання — з луганським «Динамо». Друге місце не давало путівку в Першу лігу, але з огляду на те, що кременчуцький «Нафтохімік» відмовився від участі в чемпіонаті Першої ліги, було прийнято рішення розіграти вакантне місце між двома командами, що зайняли в другі місця у двох групах Другої ліги — донецьким «Металургом» та херсонським «Кристалом». На київському «Олімпійському» перемогу з рахунком 3:1 відсвяткувала донецька команда, а третій м'яч у ворота херсонців відправив майбутній наставник «Металурга» Олександр Севідов.
Участю у Першій лізі керівництво донеччан обмежуватися не збиралося. «Металург» у першому ж сезоні виграв чемпіонат з величезним відривом і разом з маріупольцями пройшов в еліту.
У своєму дебютному сезоні в еліті команду очолив Володимир Оніщенко, який до цього працював з київським «Динамо». Команда Онищенка стала справжньою грозою авторитетів. Без нормальної тренувальної бази, умов для відновлення і достатньої кількості кваліфікованих футболістів, команда посіла високе шосте місце, двічі обігравши по ходу сезону київське «Динамо» і дісталася до півфіналу Кубка країни, вибивши зі свого шляху «Волинь», донецький «Шахтар», тернопільську «Ниву» і у впертій боротьбі поступившись київському ЦСКА.

### Фінансові проблеми (1998—2001)

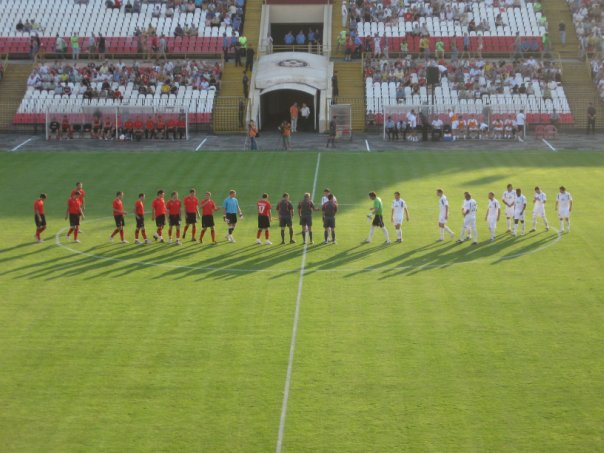
«Металург» (у білому) у матчі чемпіонату України проти «Кривбаса». 2008 рік

У другому сезоні в еліті клуб продовжив стабільно виступати, навіть незважаючи на втрату цілої групи провідних футболістів і фінансові проблеми. Фінансування команди наближалося до нуля і з кожним матчем було грати все важче. Основну фінансову допомогу донецькому клубу надавав іноземний інвестор заводу ДМЗ — гонконзька фірма «Metalsrussia». Її керівник Мохаммад Захур вважав, що футбольний клуб прикрасить імідж спільного підприємства. Але незабаром засновник відмовився від фінансування «Металурга» і клуб залишився без надійної опори. У серпні 1998 року пішов Онищенко, новим тренером був назначений його помічник Володимир Гаврилов, але і він незабаром команду залишив. В березні 1999 року очолив команду Ігор Яворський, який незабаром поступився місцем Михайлу Соколовському, який і завершував сезон. У цій тренерській чехарді клубу ледь вдалося зберегти прописку в еліті, зайнявши 14 місце.

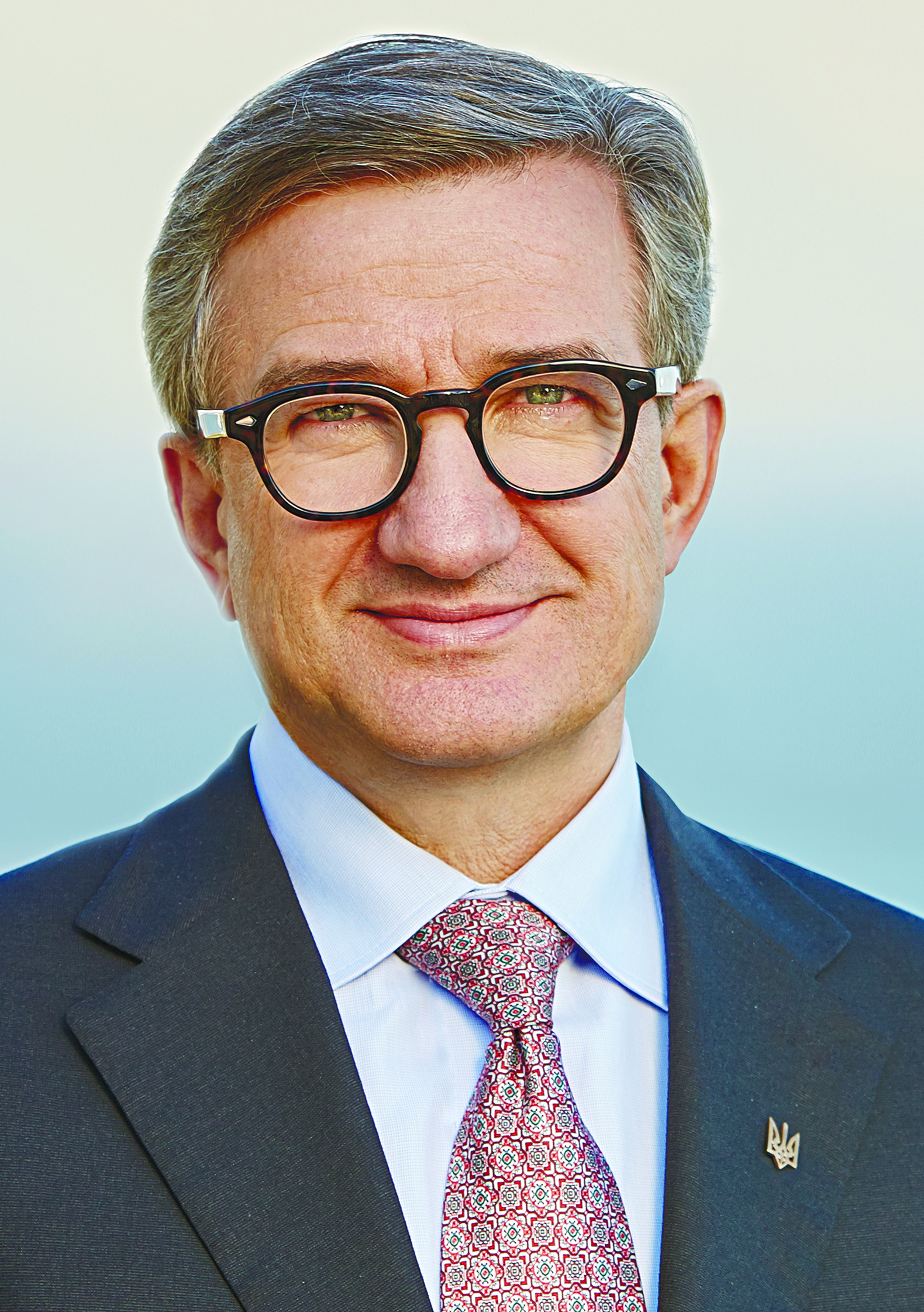
Сергій Тарута — голова корпорації «ІСД» і президент клубу з 2001 по 2015 рік

У липні 1999 року «Металург» знову опинився на межі краху і Олександру Косевичу довелося виконати величезну роботу з пошуків спонсорів. Вдалося домовитися з відомим донецьким бізнесменом Михайлом Ляшком, близьким до Ріната Ахметова, який разом з партнерами, в числі яких був і підприємець Владислав Гельзін, став акціонером «Металурга». Саме команда Ляшка запросила в Донецьк Семена Альтмана, з яким у «Металурга» пов'язані найвидатніші сторінки в історії — участь у єврокубках. Поставивши клуб на ноги практично з нуля, Ляшко і Гельзін в липні 2001 року склали свої повноваження Сергію Таруті і його корпорації «ІСД», а самі заснували інший донецький клуб «Олімпік».

### «Бронза» і єврокубковий дебют (2001—2002)
Клуб поступово розвивався, завдяки співпраці з «Шахтарем» Ахметова, у розпорядженні Альтмана були гравці хорошого рівня — Володимир Яксманицький, Олександр Коваль, В'ячеслав Шевчук, Валерій Кривенцов, з інших команд були запрошені В'ячеслав Чечер, Олег Матвєєв та ін. У підсумку, навесні 2002 року «Металург» вперше в своїй історії завоював бронзові медалі чемпіонату України, а разом з тим і путівку в Кубок УЄФА. Нікому раніше не вдавалося досягти такого успіху на шостий рік свого існування.
Дебютний матч у Кубку УЄФА, одразу ж після першої «бронзи», «металурги» проводили на ЦС «Шахтар» у присутності 27 тисяч глядачів. Суперником був німецький «Вердер», який вже в дебюті двічі засмутив господарів. Дубль Бернара Чутанга врятував команду Альтмана поразки, проте у повторному протистоянні бременці, у складі яких виступав Віктор Скрипник, відправили у ворота Юрія Вірта вісім м'ячів. Таким чином донецька команда зазнала найбільшої єврокубкової поразки в історії українського футболу.
У наступному сезоні «Металург» повторив свій успіх і знову став третім у чемпіонаті, тільки закінчувала сезон команда під керівництвом 33-річного Олександра Севідова, який став наймолодшим наставником в еліті і завоював з командою другу «бронзу». Альтман відбув в рідну Одесу. Подейкують, що Семена Йосиповича звільнив прийшовший до клубу на посаду віце-президента Дмитро Селюк, сам агент заявляє, що тренера відправив у відставку один з акціонерів Олег Мкртчан.

### Ера Селюка (2003—2008)

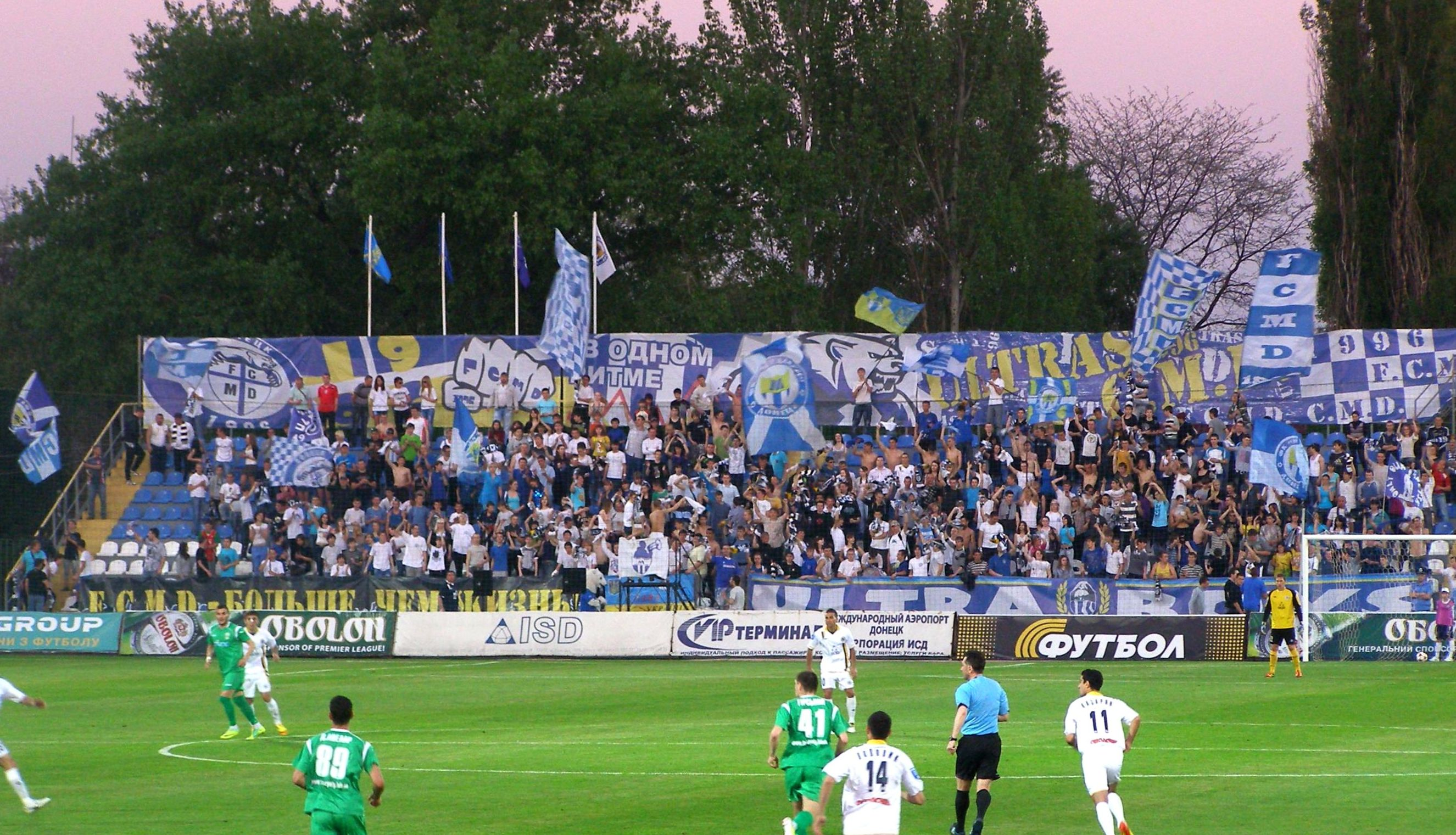
Уболівальники «Металурга» на матчі своєї команди (у білому) проти львівських «Карпат». 28 квітня 2012 року

Саме з приходом Селюка в «Металурзі» з'явилися легіонери з гучними іменами — Бернар Чутанг, Андрес Мендоса, Георгій Деметрадзе, Бобан Грнчаров, Гоча Джамараулі, Аруна Бабангіда, Ігор Лоло, Арсен Не, Рікардо Фернандеш, Йорді Кройф і навіть Аїлтон. Він же займався і пошуком нових тренерів для «Металурга», найгучнішим з яких став перехід Ко Адріансе з «Порту». Голландець успіху не добився і по ходу сезону покинув команду, як не добилися успіху його співвітчизники — Тон Каанен і Віллем Фреш. У Селюка були хороші зв'язки в Бельгії і Нідерландах, тому часто «Металург» проводив підготовку до сезону в цих країнах, а новачків для донеччан Селюк брав з клубів Бенілюксу. Але головним трансфером Селюка в «Металурзі» став Яя Туре, який провів у Донецьку два сезони, дебютував у єврокубках і відправився транзитом через «Олімпіакос» і «Монако» в «Барселону» та «Манчестер Сіті».
У 2004 році Селюк займався переходом в «Металург» Рігобера Сонга, в результаті контракт з ним підписаний не був і він перейшов в «Галатасарай». Влітку 2007 року був взятий курс на «українізацію» клубу, хоча в «Металурзі» в цьому сезоні 2007/08 зіграли 24 іноземця.
У другому єврокубковому сезоні 2003/04 «Металургу» випала «Парма» — знову нічия вдома (1:1, відзначилися Сергій Шищенко і бразилець Адріано) і розгром в гостях, правда, цього разу «лише» 0:3.
У сезоні 2004/05 були здобуті перші єврокубкові перемоги. Постраждав тираспольський «Шериф» (3:0, 2:1), але вже в наступному раунді Кубка УЄФА на шляху донеччан знову став представник Італії — «Лаціо», який двічі розгромив «Металург» з однаковим рахунком 3:0.
Після здобуття влітку 2005 року третіх бронзових нагород чемпіонату, восени того ж року команда знову вдало пройшла кваліфікацію, розгромивши угорський «Шопрон», але в першому ж раунді стався прикрий виліт від ПАОКа — команда вилетіла через «правило виїзного голу» (1:1, 2:2). Після цього команда протягом трьох сезонів не пробивалась до єврокубків.

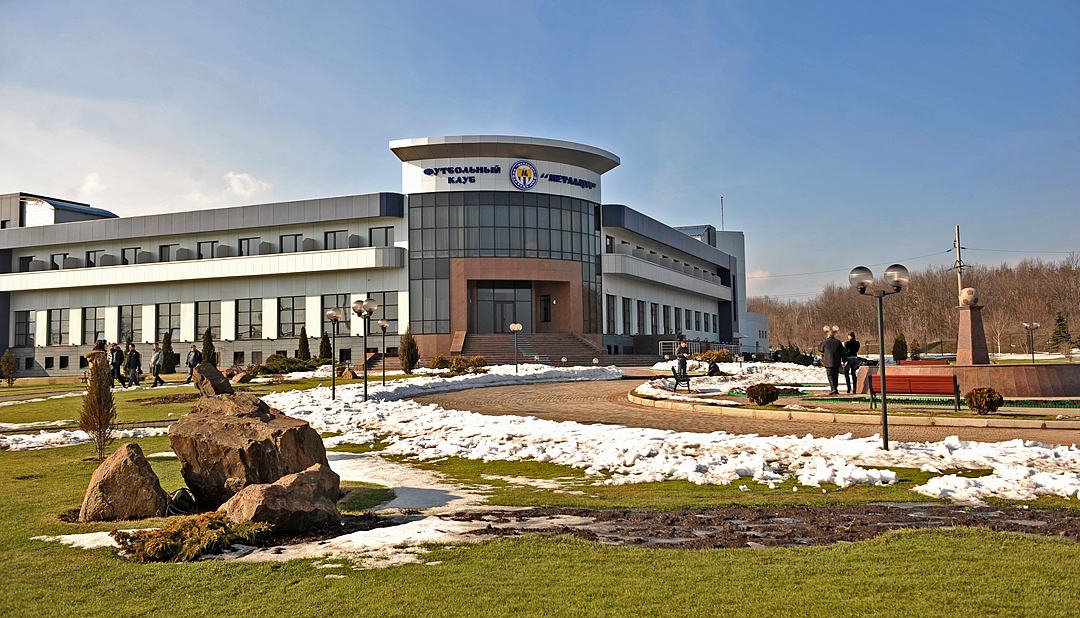
Навчально-тренувальна база «Металурга» в Донецьку. 2010 рік

На початку січня 2008 року Селюк залишив «Металург» «за власним бажанням». Після відходу Селюка з «Металурга» багато гравців покинули клуб слідом за ним, а генеральний директор клубу Євген Гайдук говорив про те, що Дмитро Селюк забив команду «мотлохом». Проте, втративши багатьох гравців і тренера Йоса Дардена, «Металург» під керівництвом Сергія Ященка зайняв найнижче місце за останні роки — 12.

### 2009—2014
Сезон 2009/10 став вдалим для «металургів» — команда, яку очолював болгарський фахівець Ніколай Костов, після тривалої перерви повернулася в єврокубки. Вони легко пройшли білоруський «МТЗ-Ріпо» та словенський «Інтерблок» і вийшли на віденську «Аустрію». Після домашньої нічиєї з австрійцями (2:2), у матчі-відповіді «металурги» двічі вели в рахунку в матчі, але не змогли втримати перемогу, а в компенсований час пропустили третій гол і втратили історичний шанс потрапити в групову стадію Ліги Європи. Того ж року команда дійшла до першого фіналу Кубка України в історії клубу, і знову донеччани поступилися в додатковий час. Програючи 0:2 «Таврії», вони зуміли перевести матч в овертайм, але там пропустили гол від Лакі Ідахора і програли трофей. Крім цього, в тому сезоні за клуб виступав ще один значущий футболістом в історії «Металурга» — Генріх Мхітарян, якому донецький клуб також подарував путівку у великий європейський футбол. За сезон 20-річний вірменин забив 14 голів і віддав 10 результативних передач в 37-ми матчах, після чого за рекордні для клубу 7,5 мільйонів євро був проданий в «Шахтар».

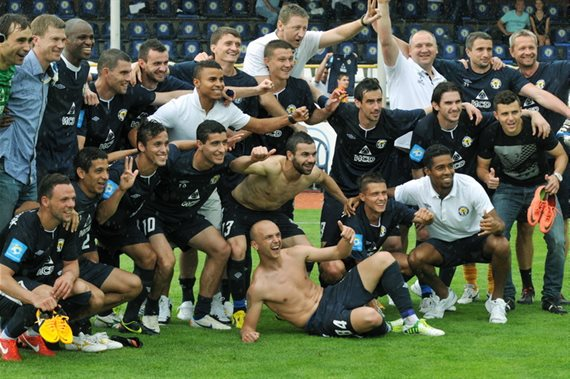
Гравці «Металурга» святкують 5 місце чемпіонату України сезону 2012-13, що надало їм право виступу в Лізі Європи

У травні 2014 року УЄФА наклала санкції на «Металург» через заборгованість клубу перед румунською «Глорією» за трансфер бразильського нападника Жуніора Мораеса — в найближчі три роки клуб був позбавлений права брати участь в єврокубках.

### 2015
У червні 2015 року у зв'язку з неможливістю клубу перебувати в Донецьку (подій на Донбасі) та фінансовими обмеженнями акціонерів, донецький «Металург» був об'єднаний з дніпродзержинською «Сталлю», яка, як і «Металург», фінансувалася концерном ІСД. У зв'язку з тим, що атестат відповідності вимогам Прем'єр-ліги на сезон 2015/16 отримав саме «Металург», об'єднана команда продовжила виступи у Прем'єр-лізі під старою назвою. Генеральний директор ФК «Металург» (Донецьк) Євген Гайдук так пояснив цей процес: «у цьому сезоні команда буде виступати під егідою донецького „Металурга“. Але тільки до нашого клубу це не буде мати ніякого відношення. Оболонка, якщо так можна висловитися — буде від „Металурга“, а наповнення — від дніпродзержинської „Сталі“».
Перед новим сезоном «Металург» очолив новий головний тренер — Володимир Мазяр, який раніше тренував дніпродзержинську «Сталь».
У липні 2015 року було оголошено про банкрутство клубу.

## Донецьке дербі
Клуб є співавтором незвичного антирекорду донецького дербі: «Металург» програв усі 18 матчів з «Шахтарем» між 1996 і 2006 роками, породивши велику кількість чуток про начебто корупційні відносини між власниками двох клубів і договірний характер матчів між ними. «Металург» уперше зміг бодай зіграти унічию зі своїм титулованим сусідом 2006 року (0:0). Віце-президент «Динамо» Йожеф Сабо в іронічному стилі публічно оголосив про наміри поставити пам'ятник «Металургу» за це досягнення. Вперше «Металург» переміг «гірняків» 2010 року в матчі Кубку України 2009/10. Наступною перемогою «Металурга» над гірниками в понад 30 зустрічах став матч першого кола Чемпіонату України 2014—2015, в якому «Шахтар» поступився з рахунком 2:1.

## Уболівальники

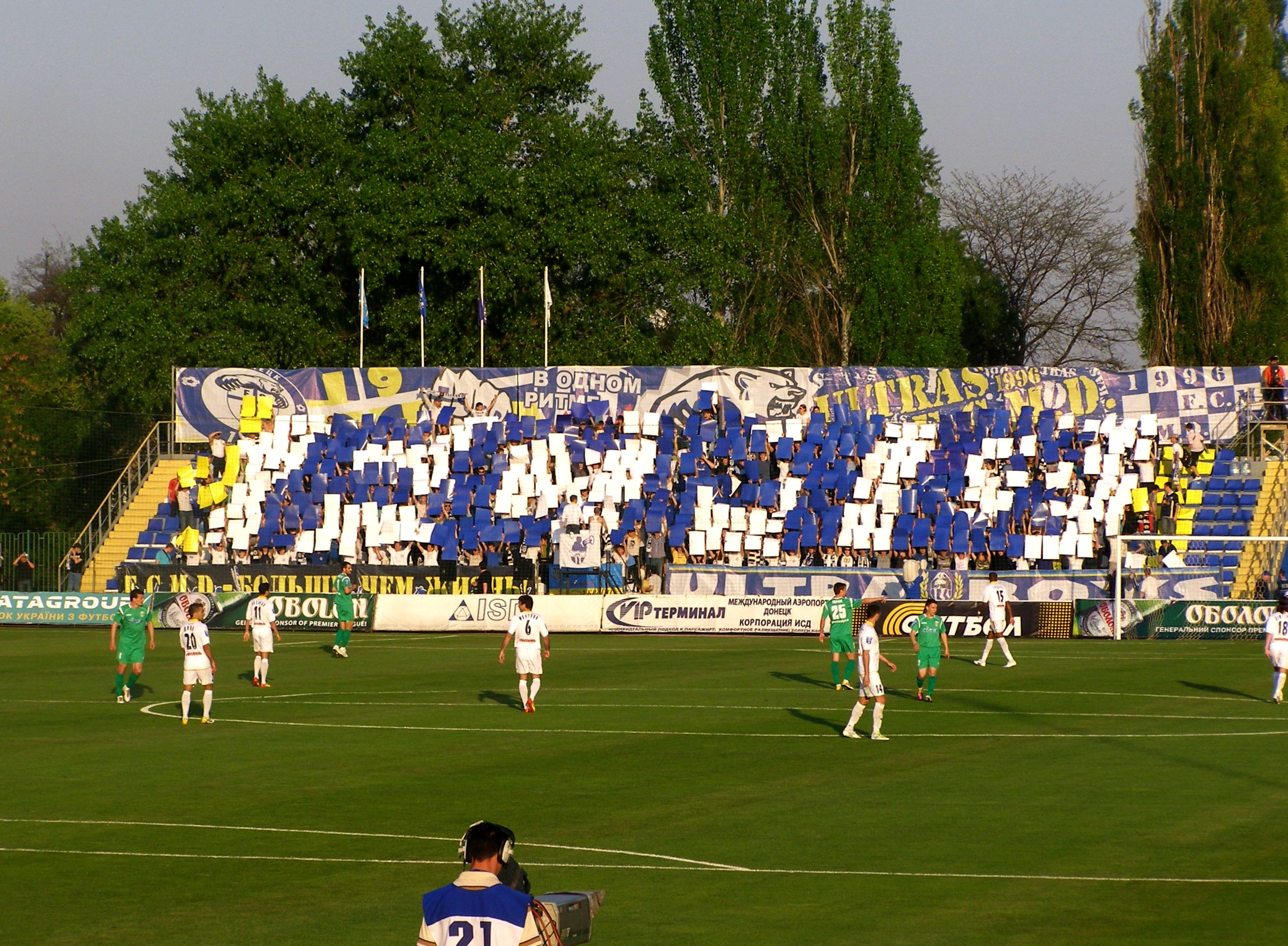
Уболівальники «Металурга» з модульним шоу. 28 квітня 2012 року

Разом з офіційним фан-клубом, «Металург» також мав підтримку ультрас-руху під назвою Royal Clan, який до лав офіційного фан-клубу не належав.

## Досягнення
- Бронзовий призер чемпіонату України (3): 2001-02, 2002-03, 2004-05
- Фіналіст кубка України (2): 2009-10, 2011-12
- Учасник Суперкубка України (1): 2012

### Досягнення футболістів
Двічі гравці «Металурга» ставали найкращими бомбардирами чемпіонату країни і вигравали «золоту бутсу» чемпіонату України:
- Сергій Шищенко — 12 голів (2001-02)
- Георгій Деметрадзе — 18 голів (2003-04)

## Відомі гравці
У списку подані футболісти, що виступали за свої національні збірні

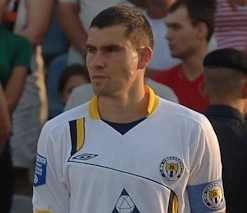
В'ячеслав Чечер

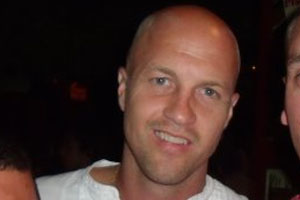
Йорді Кройф

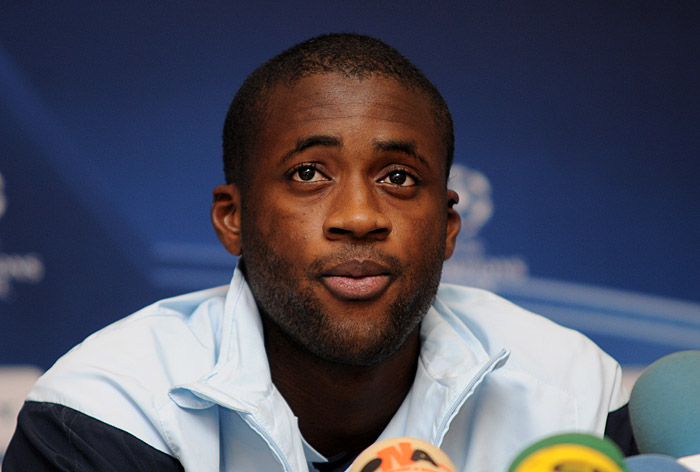
Яя Туре

| Європа - Сергій Шищенко - Олександр Косирін - В'ячеслав Чечер - Олександр Зотов - Сергій Шищенко - Сергій Закарлюка - Едуард Цихмейструк - Сергій Ателькін - Юрій Вірт - Арарат Аракелян - Ара Акобян - Єгіше Мелікян - Самвел Мелконян - Генріх Мхітарян | - Маркос Піззеллі - Константінос Макрідес - Георгій Деметрадзе - Гоча Джамараулі - Маріус Скіндеріс - Йорді Кройф - Рікарду Фернандеш - Маріан Аліуце - Даніель Флоря - Іван Гвозденович - Боян Незірі Південна Америка - Аїлтон Ґонсалвес да Сілва - Андрес Мендоса | Африка - Бернар Чутанг - Ерве Нзело-Лембі - Ібрагім Туре - Яя Туре - Венанс Зезе - Драман Траоре - Тоні Алегбе - Аруна Бабангіда - Піус Ікедія - Еммануель Окодува - Айоделе Аделеє |

## Головні тренери

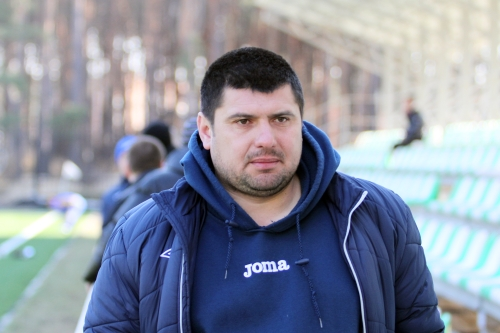
Володимир Мазяр — останній головний тренер «Металурга»

| - Євген Король (квітень 1996 — червень 1997) - Володимир Онищенко (липень 1997 — серпень 1998) - Володимир Гаврилов (серпень — жовтень 1998) - Ігор Яворський (березень — квітень 1999) - Михайло Соколовський (травень — серпень 1999) - Семен Альтман (серпень 1999 — грудень 2002) - Олександр Севідов (січень — липень 2003) - Віллем Фреш (серпень 2003 — березень 2004) - Тон Каанен (березень — червень 2004) - Славолюб Муслін (липень 2004 — березень 2005) - Віталий Шевченко (березень — червень 2005) - Олександр Севідов (липень 2005 — березень 2006) - Степан Матвіїв (березень — травень 2006) |  | - Пічі Алонсо (липень — грудень 2006) - Ко Адріансе (грудень 2006 — травень 2007) - Йос Дарден (травень — грудень 2007) - Сергій Ященко (грудень 2007 — квітень 2008) - Ніколай Костов (квітень 2008 — листопад 2010) - Андрій Гордєєв (січень — травень 2011) - Володимир Пятенко (травень 2011 — серпень 2012) - Юрій Максимов (серпень 2012 — серпень 2013) - Володимир Пятенко (в.о., серпень 2013) - Сергій Ташуєв (серпень 2013 — травень 2014) - Володимир Пятенко (червень 2014 — червень 2015) - Володимир Мазяр (червень 2015 — липень 2015) |

## Статистика

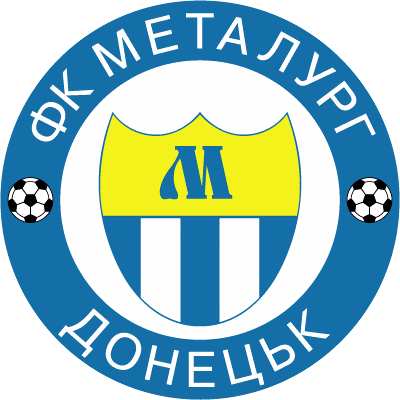
Колишня емблема «Металурга»

| Сезон   | Ліга      | Місце | І  | В  | Н  | П  | ГЗ | ГП | О   | Кубок України | Єврокубки | Єврокубки | Примітки   |
| ------- | --------- | ----- | -- | -- | -- | -- | -- | -- | --- | ------------- | --------- | --------- | ---------- |
| 1995-96 | Друга «Б» | 2     | 38 | 24 | 7  | 7  | 53 | 27 | 79  | 1/32 фіналу   |           |           | Підвищення |
| 1996-97 | Перша     | 1     | 46 | 32 | 5  | 9  | 77 | 39 | 101 | 1/16 фіналу   |           |           | Підвищення |
| 1997-98 | Вища      | 6     | 30 | 11 | 7  | 12 | 28 | 27 | 40  | Півфінал      |           |           |            |
| 1998-99 | Вища      | 14    | 30 | 7  | 7  | 16 | 27 | 51 | 28  | 1/4 фіналу    |           |           |            |
| 1999-00 | Вища      | 7     | 30 | 11 | 10 | 9  | 39 | 35 | 43  | 1/4 фіналу    |           |           |            |
| 2000-01 | Вища      | 5     | 26 | 11 | 9  | 6  | 30 | 24 | 42  | Півфінал      |           |           |            |
| 2001-02 | Вища      | 3     | 26 | 12 | 6  | 8  | 38 | 28 | 42  | Півфінал      |           |           |            |
| 2002-03 | Вища      | 3     | 30 | 18 | 6  | 6  | 44 | 26 | 60  | 1/4 фіналу    | КУЄФА     | 1 раунд   |            |
| 2003-04 | Вища      | 4     | 30 | 14 | 10 | 6  | 51 | 34 | 52  | 1/4 фіналу    | КУЄФА     | 1 раунд   |            |
| 2004-05 | Вища      | 3     | 30 | 14 | 7  | 9  | 38 | 35 | 49  | 1/4 фіналу    | КУЄФА     | 1 раунд   |            |
| 2005-06 | Вища      | 9     | 30 | 10 | 9  | 11 | 35 | 35 | 39  | Півфінал      | КУЄФА     | 1 раунд   |            |
| 2006-07 | Вища      | 9     | 30 | 9  | 9  | 12 | 26 | 35 | 36  | 1/4 фіналу    |           |           |            |
| 2007-08 | Вища      | 12    | 30 | 6  | 13 | 11 | 34 | 39 | 31  | Півфінал      |           |           |            |
| 2008-09 | Прем'єр   | 4     | 30 | 14 | 7  | 9  | 36 | 27 | 49  | 1/4 фіналу    |           |           |            |
| 2009-10 | Прем'єр   | 8     | 30 | 11 | 7  | 12 | 41 | 33 | 40  | Фінал         | ЛЄ        | Плей-оф   |            |
| 2010-11 | Прем'єр   | 8     | 30 | 11 | 5  | 14 | 36 | 45 | 38  | 1/16 фіналу   |           |           |            |
| 2011-12 | Прем'єр   | 7     | 30 | 12 | 6  | 12 | 35 | 34 | 42  | Фінал         |           |           |            |
| 2012-13 | Прем'єр   | 5     | 30 | 14 | 7  | 9  | 45 | 35 | 49  | 1/16 фіналу   | ЛЄ        | 3 квал.   |            |
| 2013-14 | Прем'єр   | 6     | 28 | 12 | 7  | 9  | 45 | 42 | 43  | 1/16 фіналу   | ЛЄ        | 2 квал.   |            |
| 2014-15 | Прем'єр   | 10    | 26 | 6  | 10 | 10 | 27 | 38 | 22  | 1/16 фіналу   |           |           |            |

### Виступи в єврокубках
| Сезон     | Турнір           | Раунд | Країна     | Клуб               | Результат     |
| --------- | ---------------- | ----- | ---------- | ------------------ | ------------- |
| 2002–2003 | Кубок УЄФА       | 1R    | Німеччина  | «Вердер»           | 2-2, 0-8      |
| 2003–2004 | Кубок УЄФА       | 1R    | Італія     | «Парма»            | 1-1, 0-3      |
| 2004–2005 | Кубок УЄФА       | 2Q    | Молдова    | «Тирасполь»        | 3-0, 2-1      |
| 2004–2005 | Кубок УЄФА       | 1R    | Італія     | «Лаціо»            | 0-3, 0-3      |
| 2005–2006 | Кубок УЄФА       | 2Q    | Угорщина   | «Шопрон»           | 3-0, 2-1      |
| 2005–2006 | Кубок УЄФА       | 1R    | Греція     | ПАОК               | 1-1, 2-2      |
| 2009–2010 | Ліга Європи УЄФА | 2Q    | Білорусь   | МТЗ-РІПО           | 3-0, 2-1      |
| 2009–2010 | Ліга Європи УЄФА | 3Q    | Словенія   | «Інтерблок»        | 2-0, 3-0      |
| 2009–2010 | Ліга Європи УЄФА | 4Q    | Австрія    | «Аустрія» (Відень) | 2-2, 2-3 (дч) |
| 2012–2013 | Ліга Європи УЄФА | 2Q    | Чорногорія | «Челік»            | 7-0, 4-2      |
| 2012–2013 | Ліга Європи УЄФА | 3Q    | Норвегія   | «Тромсе»           | 1-1, 0-1      |
| 2013–2014 | Ліга Європи УЄФА | 2Q    | Албанія    | «Кукесі»           | 0-2, 1-0      |

- 2Q = другий кваліфікаційний раунд
- 3Q = третій кваліфікаційний раунд
- 4Q = четвертий кваліфікаційний раунд
- 1R = перший кваліфікаційний раунд